# Епархия Асьюта (Коптская католическая церковь)
Епархия Асьюта (лат. Eparchia Lycopolitana) — епархия Коптской католической церкви с центром в городе Асьют, Египет. Кафедральным собором епархии Асьюта является Собор Пресвятой Девы Марии в городе Асьют.

## История
10 августа 1947 года Римский папа Пий XII издал буллу Ex Petri Cathedra, которой учредил епархию Асьюта, выделив её из епархии Луксора.

## Ординарии епархии
- епископ Alexandros Scandar (9.08.1947 — 29.12.1964);
- епископ Youhanna Nueir (26.03.1965 — 20.03.1990);
- епископ Kyrillos Kamal William Samaan (16.05.1990 — по настоящее время).

## Источник
- Annuario Pontificio, Libreria Editrice Vaticana, Città del Vaticano, 2003, ISBN 88-209-7422-3